# Aktion gegen Arbeitsunrecht
Die Aktion gegen Arbeitsunrecht e.V. (Eigenschreibweise: aktion ./. arbeitsunrecht) ist ein gemeinnütziger Verein mit Sitz in Köln, der sich für die Rechte von lohnabhängig Beschäftigten und Betriebsräten in Deutschland einsetzt, die von Union Busting und Lohndumping und Lohnraub betroffen sind. Der Verein wurde am 18. Januar 2014 auf Initiative der Publizisten Werner Rügemer und Elmar Wigand und der Kampaignerin Jessica Reisner gegründet. Er hatte im Juli 2017 rund 300 Mitglieder.
Die Aktion gegen Arbeitsunrecht betreibt Forschung, Öffentlichkeits- und Kampagnenarbeit, Schulung und Beratung. Sie stellt politische wie juristische Forderungen zum Schutz von Betriebsräten auf und berät Journalisten, Betriebsräte, Gewerkschaften, Parlamentsfraktionen und Parteien.

## Kampagnen

### Schwarzer Freitag – Jetzt schlägt's 13!
Der Verein hat das ein- bis dreimal im Jahr auftretende Datum Freitag, der 13. zum Widerstandstag der arbeitenden Bevölkerung ausgerufen und organisiert seit dem 13. März 2015 (einem Freitag) Aktionen gegen Unternehmen, die aufgrund konfliktreicher Arbeitsbeziehungen in die Kritik geraten sind. Ziel ist es, Arbeitsrechte und innerbetriebliche Demokratie zu verteidigen.
Adressaten der Kampagne Schwarzer Freitag – Jetzt schlägt's 13! waren der Plastikbecherhersteller Neupack und dessen Großkunden Milram und Lidl, der Textil-Discounter KiK, Toys R Us, der Reha-Konzern Median, die Modekette H&M, der Fahrrad-Lieferdienst Deliveroo, die Supermarkt-Kette Real und der Schlacht-Konzern Tönnies.
Die Aktion gegen Arbeitsunrecht konnte jeweils Proteste in rund 20 deutschen Städten initiieren und erzielte am Freitag, den 13. Oktober 2017, mit ihrem Aktionstag gegen H&M eine große Medienresonanz. Der Aktienkurs der schwedischen Textil-Kette brach nach dem Aktionstag ein.

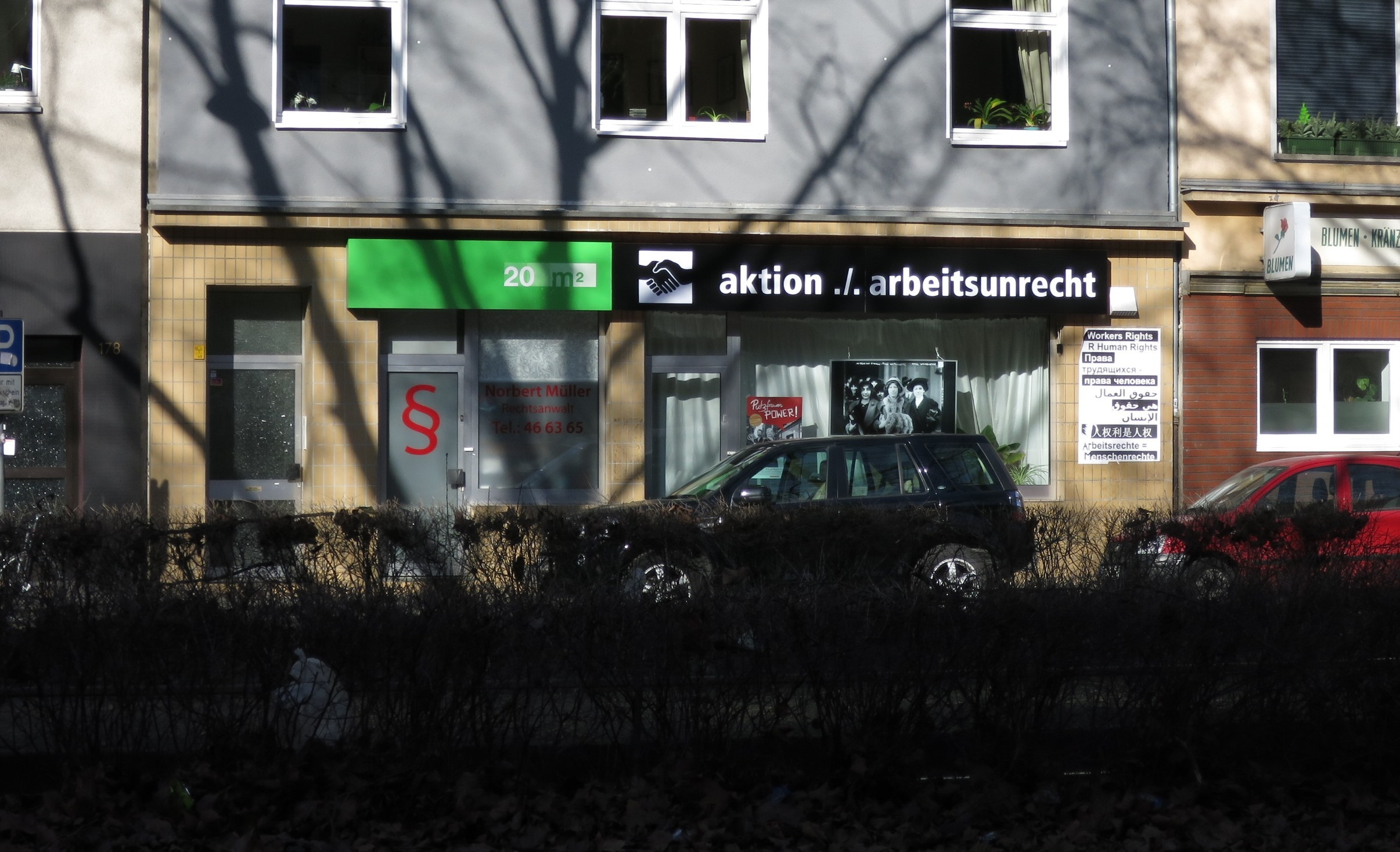
Köln-Sülz, Luxemburger Straße 176

### System Tönnies stoppen!
Die Aktion gegen Arbeitsunrecht organisierte am 11. September 2020 eine Demonstration in Düsseldorf sowie eine Unterschriften-Übergabe an das NRW-Arbeitsministerium. Am 23. September 2020 fand eine bundesweite Razzia statt, die sich gegen Leiharbeitsfirmen und Schleuser der Fleischindustrie richtete, die auch Arbeitskräfte an Tönnies lieferten.

#### Medienrechtliche Auseinandersetzungen
In mehreren Fällen versuchten Unternehmen die öffentliche Kritik der Aktion gegen Arbeitsunrecht kritisierten Unternehmen presserechtlich auch mittels sogenannter SLAPP zu unterbinden. So konnte z. B. der Tönnies-Konzern mit Hilfe der Berliner Kanzlei Schertz Bergmann zunächst eine einstweilige Verfügung vor der Pressekammer des Landgerichts Berlin gegen konzernkritische Äußerungen erwirken. Die Anträge zog Tönnies nach Protesten vollumfänglich zurück. Die Aktion gegen Arbeitsunrecht konnte ihrerseits mit der Kölner Kanzlei Schön & Reinecke eine Unterlassungserklärung gegen eine Falschaussage gegenüber Zeitungen erwirken, die der Konzern nicht bestritt.

### PutzfrauenPower
Mit der Kampagne PutzfrauenPower unterstützt die Aktion gegen Arbeitsunrecht Reinigungskräfte, die von Subunternehmern ausgebeutet und um ihren Lohn geprellt wurden. Öffentliche Aufmerksamkeit erregten Fälle des Reinigungsunternehmens Zingsheim Hotel-Service GmbH (ZHS) am Hotel InterContinental Düsseldorf und des Subunternehmens Malta Clean & Service GmbH (MCS) am St. Anna-Krankenhaus Duisburg der Malteser.

## Forschung & Weiterbildung
Die Gründung des Vereins geht auf Forschungen von Werner Rügemer und Elmar Wigand im Auftrag der Otto-Brenner-Stiftung zurück, die 2014 zur Publikation des Arbeitshefts Union Busting in Deutschland und des Buches Die Fertigmacher führten. Die Autoren schulen und beraten seitdem in Zusammenarbeit mit weiteren Vereinsmitgliedern Betriebsräte und Gewerkschafter in strategischer Konfliktführung. Rügemer trat im Januar 2021 aus dem Vorstand zurück und kam damit einer Abwahl als Vorstandsvorsitzender zuvor.

## Finanzierung
Der Verein finanziert sich aus Spenden und Fördermitgliedschaften. Die Kampagnen Schwarzer Freitag – Jetzt schlägt's 13! und PutzfrauenPower werden von der Bewegungsstiftung gefördert.

## Auszeichnungen
Die Aktion gegen Arbeitsunrecht erhielt im September 2017 den mit 5.000 € dotierten taz-Panter-Preis der Jury. Sie wurde für den deutschen Engagementpreis 2018 nominiert.